# Кедра Митрей
Кедра́ Митре́й (имя при рождении — Корепанов Дмитрий Иванович, 16 (28) сентября 1892  деревня Игра (Эгра), Глазовский уезд, Вятская губерния — 11 ноября 1949 в ссылке) — российский и советский удмуртский писатель, поэт и педагог. Участник Первой мировой войны. В 1938 году был репрессирован. Реабилитирован 17 сентября 1956 года.

## Биография
Родился 16 (28) сентября 1892 года в семье крестьянина в селе Игра (Эгра) Глазовского уезда Вятской губернии. В 1904-м с отличием окончил Игринскую церковноприходскую школу, а затем в 1907 году — двухклассное училище в селе Зура. Учился в Казанской инородческой учительской семинарии. Из-за конфликта с законоучителем и активно проявленный атеизм Корепанов был уволен из семинарии. В поисках работы побывал в Ижевске, Сарапуле, Казани, Перми, Глазове, собирая при этом образцы устной поэзии удмуртов. Учительствовал в деревне Кулаки Сарапульского уезда. В июне 1914 года был призван в армию — участвовал в Первой мировой войне. Был призван служить в воинскую часть на Дальнем Востоке в город Благовещенск. Там и началась его литературная деятельность. Включился в активную общественную работу, выпускал газету «Гром», писал статьи о новой жизни, удмуртском народе, о развитии удмуртского языка. В годы гражданской войны Кедра Митрей находился в Иркутске. Принимал участие в партизанском движении в Сибири, был в плену у колчаковцев. Также там он во время войны женился на польке.
В 1920 году писатель возвратился на родину — в течение трёх лет возглавлял отдел народного образования в Зуре и Дебёсах. В 1922-м вступил в партию большевиков.
В 1921 году Кедра Митрей опубликовал первую в удмуртской поэзии историческую поэму «Юбер батыр», посвящённую первоначальным событиям присоединения Удмуртии к России, а в 1929-ом увидел свет его роман «Секыт зӥбет» («Тяжкое иго»), ставший первым романом в удмуртской литературе. В 1932 году в издательстве «Художественная литература» этот роман вышел на русском языке в переводе автора.
В августе 1934 года — вместе с М. Коноваловым и Г. Медведевым — принял участие в работе Первого съезда советских писателей.
В 1938 году Кедра Митрей был незаслуженно репрессирован: арестован 8 мая 1938 года и 16 мая осуждён на 8 лет, в 1946-м освобождён. Через два года, в 1948 году, был снова репрессирован: арестован повторно. Умер 11 ноября 1949 года, находясь в ссылке, в селе Чумаково Михайловского района Новосибирской области.

## Литературная деятельность

### Произведения
К числу самых известных произведений относят:
- Эш-терек
- Идна-батыр
- Юбер-батыр
- Тяжкое иго
- Потрясенный Вужгурт

#### Эш-терек
В 1915 году в Благовещенске Кедра Митрей пишет стихотворную трагедию «Эштерек». Это имя богатыря, взятое из удмуртского фольклора. Это юноша, предводитель, который совершил преступление, для того чтобы стать вождем удмуртского народа и ради любимой девушки. Когда осознает свой предательский поступок, то бросается со скал.

#### Идна-батыр
Имеет подзаголовок «Из истории борьбы удмуртов с мари». Борьба за власть, тема осуждения религии. Главный герой — языческий жрец, провоцирует предводителя удмуртов на войну с марийцами. Старому вождю Идне удается раскрыть заговор. Пьеса заканчивается примирением удмуртов с марийцами.
Кедра не имел достоверных свидетельств того, что происходило между удмуртами и марийцами, все факты черпались им из народного фольклора.

#### Юбер-батыр
Поэма написана в 1928 году. Юбер — это вымышленный персонаж. Автор стремится подчеркнуть, что захват земель — это несчастье удмуртских народов.

#### Тяжкое иго
Первый исторический роман в удмуртской литературе. Показано историческое прошлое удмуртского народа в составе Московского государства, национальный и религиозный гнёт. В романе много этнографического материала. Главный герой Дангыр — юноша, охотник, который живет с матерью, в бедной небольшой избушке.
Вторая часть романа о любовных отношениях между Дангыром и его девушкой. Основная тема — историческое прошлое, которое представляется печальным, гнет, который испытывает удмуртский народ.

## Память
- В 1987 году в честь 95-летия Кедра Митрея одной из новых улиц посёлка Игра было присвоено имя писателя.
- В 1992 году, в 100-летний юбилей писателя, в посёлке Игра в Удмуртии установлен памятник на месте родительского дома на Советской улице (скульптор Анатолий Аникин, архитектор Касим Галиханов)[7].
- В 1998 году по решению Игринского районного Совета депутатов имя Кедра Митрея присвоено Игринской центральной районной библиотеке.
- В 2008 году по инициативе Игринского отделения Всеудмуртской организации «Удмурт кенеш» основана премия МО «Игринский район» имени Кедра Митрея.